# Соглашение о статусе сил
Соглашение о статусе сил (англ. Status of forces agreement, SOFA, СОФА, иногда Соглашение о статусе войск) — международный договор, определяющий правовое положение вооруженных сил одного государства (или военного блока) при нахождении на территории другого государства. Подобные договоры регулируют вопросы о правах и привилегиях иностранных военнослужащих, юрисдикции военнослужащих и грузов. Договоры СОФА сами по себе не являются разрешением на появление экстерриториальных баз, вопросы присутствия сил решаются после заключения дополнительных международных соглашений.
Как правило, данный термин применяется в отношении соглашений, заключаемых США или НАТО со странами, на территории которых расположены их военные базы, либо через которые возможен транзит военных грузов.
Среди традиционных положений таких соглашений — пункты о порядке транзита личного состава, вооружения и военной техники, другого имущества, а также об осуществлении юрисдикции в отношении военнослужащих.
Как правило, соглашения устанавливают значительные изъятия из юрисдикции принимающего государства в случае совершения военнослужащими военной базы преступлений. Это обстоятельство является причиной серьёзной критики таких соглашений.

## Соглашения
Вооруженные силы США имеют значительное зарубежное присутствие и поэтому заключили соглашения SOFA с множеством стран, включая Великобританию, Германию, Италию, Южную Корею и многие другие. Ранее не существовало единой формы для договоров SOFA, соглашения между разными странами могли сильно различаться. Например, договор 2002 года между США и Восточным Тимором состоит из 3 страниц, тогда как договор США и Южной Кореи из 150 страниц и дополнительно более 30 приложений. В апреле 2008 года у США было по разным оценкам от около 80 до более чем 115 договоров SOFA, большинство договоров публичны, хотя некоторые засекречены.
В прошлом похожие соглашения имелись между СССР и союзными странами.

### Круг вопросов, решаемых в SOFA
Соглашения SOFA уточняют правила, в соответствии с которыми военнослужащие могут действовать на территории страны пребывания. Обычно, конкретные вопросы, такие как расположение баз, регулируются иными договорами. SOFA регулирует вопросы законности, например, пересечение границ, налогообложение, почтовые услуги, вопросы найма вспомогательного персонала. Наиболее спорным вопросом обычно является юрисдикция, которая применяется к базам и их персоналу. Уточняется порядок рассмотрения гражданских и уголовных вопросов, например, многие SOFA США требуют, чтобы уголовные дела, возникшие между военнослужащими, расследовались судом США.

## Примеры соглашений
Примеры соглашений о статусе сил:
- США — Черногория:
- НАТО — страны-участницы «Партнерства во имя мира»:
- Россия — Китай:
- U.S.–Iraq Status of Forces Agreement[англ.] (США — Ирак)
- U.S.–Japan Status of Forces Agreement[англ.] (США — Япония)
- U.S.–South Korea Status of Forces Agreement[англ.] (США — Южная Корея) ,

Планируемые соглашения:
- США — Афганистан (2014)